# Tyler Davis
Tyler Lee-Deon Davis (ur. 22 maja 1997 w San Jose) – amerykański koszykarz występujący na pozycji środkowego, posiadający także portorykańskie obywatelstwo - reprezentant tego kraju, obecnie zawodnik Jeonju KCC Egis.
W 2014 zdobył złoty medal podczas turnieju Nike Global Challenge. Rok później wystąpił w meczu gwiazd amerykańskich szkół średnich Jordan Brand Classic, został też wybrany najlepszym zawodnikiem szkół średnich stanu Teksas (Texas Mr. Basketball).
27 grudnia 2018 został zwolniony przez Oklahomy City Thunder.
15 lipca 2020 dołączył do południowokoreańskiego Jeonju KCC Egis.

## Osiągnięcia
Stan na 15 lipca 2020, na podstawie, o ile nie zaznaczono inaczej.
NCAA
- Uczestnik rozgrywek Sweet 16 turnieju NCAA (2016, 2018)
- Mistrz sezonu regularnego konferencji Southeastern (SEC – 2016)
- Zaliczony do:
  - I składu:
    - SEC (2018)
    - najlepszych pierwszorocznych zawodników SEC (2016)
    - turnieju The Wooden Legacy (2017)

  - II składu SEC (2017)
  - składu honorable mention preseason All-America (2018 przez NBC Sports)
- Lider SEC w:
  - skuteczności rzutów:
    - z gry (61,7% – 2017, 58,5% – 2017)
    - za 2 punkty (61,9% – 2017)

  - liczbie zbiórek:
    - 313 – 2018
    - w ataku (106 – 2016, 123 – 2018)
- Zawodnik tygodnia SEC (22.01.2018)

Reprezentacja
- Uczestnik mistrzostw Ameryki (2017 – 5. miejsce)